# 威斯特 (加利福尼亞州)
威斯特（英語：Wister）是位於美國加利福尼亞州因皮里爾縣的一個非建制地區。該地的面積和人口皆未知。

## 地理
威斯特的座標為33°18′35″N 115°36′12″W / 33.30972°N 115.60333°W，而該地的平均海拔高度為-60米（即-197英尺）。